# 核工程
核子工程（英語：Nuclear engineering）是工程學的一門分支，是原子核物理學的工程應用層面，主要領域有核電、核醫學、核子材料學與輻射度量等方面。但也和一些國際性議題有關連，如：核武器、核擴散等。

## 領域

### 核能發電
核能發電是利用可控核反應來獲取能量，從而得到動力、熱量和電能的一種科技。
目前最常見的發電方式是利用熱核分裂，即以低能量中子（約0.125eV）觸發的核分裂反應，絕大部分已商轉的核電廠都是以這種方式發電。快核分裂則是以高能量中子（約數個MeV）觸發，快滋生反應器即是這種類型。也有些重核會自發裂變放出能量，通常能以中子進行核分裂反應的核種都有極低的機率自發裂變，放射性同位素熱電機則是這種類型。效能比核裂變高的核聚變發電技術已經在國際熱核融合實驗反應爐進入測試階段，但仍要改進控制技術，研發耐高溫部件，令反應爐可長時間安全運作。
中國截到2017年7月有36座正在運轉的核子反應爐，在2016年核電佔整體供電比例3.6%。台灣2016年核電佔整體供電比例為13.7%。
在美國，約19%的電力是由核能供應。美國能源部國家實驗室與美國核工業企業負責此一區塊。美國核工業的發展是朝向經濟性、安全性與防止核擴散的目標邁進。研究目標包含核燃料與燃料循環、第四代核子反應爐與新式核武器設計方案。

核能發電廠
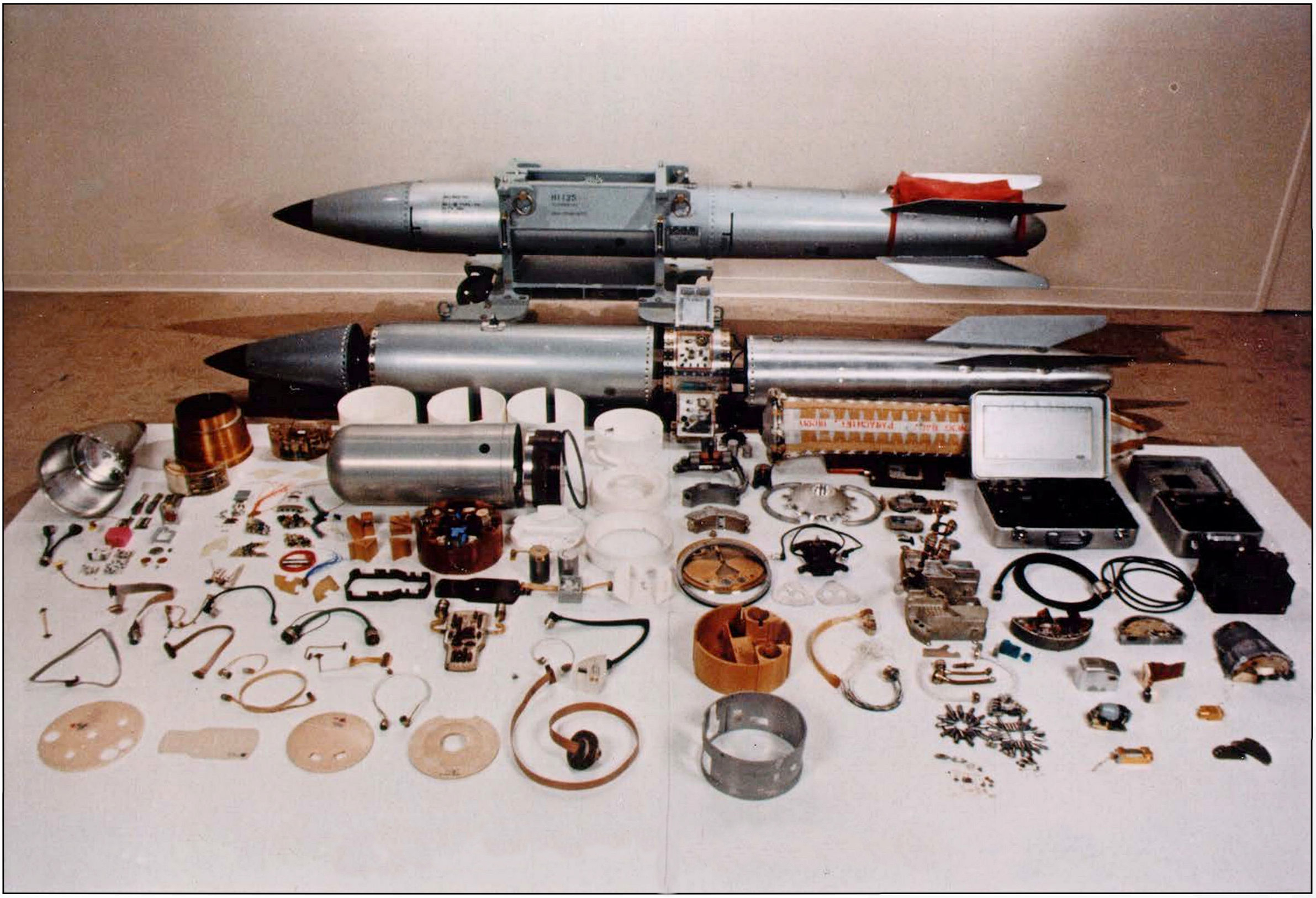
B-61熱核武器裝備

### 醫學物理
醫學物理領域包含核醫學、核醫藥物、放射線療法、保健物理與醫學造影等。從X射線機到磁振造影、正電子斷層掃描與中子捕獲治療都屬於醫學物理的範疇。

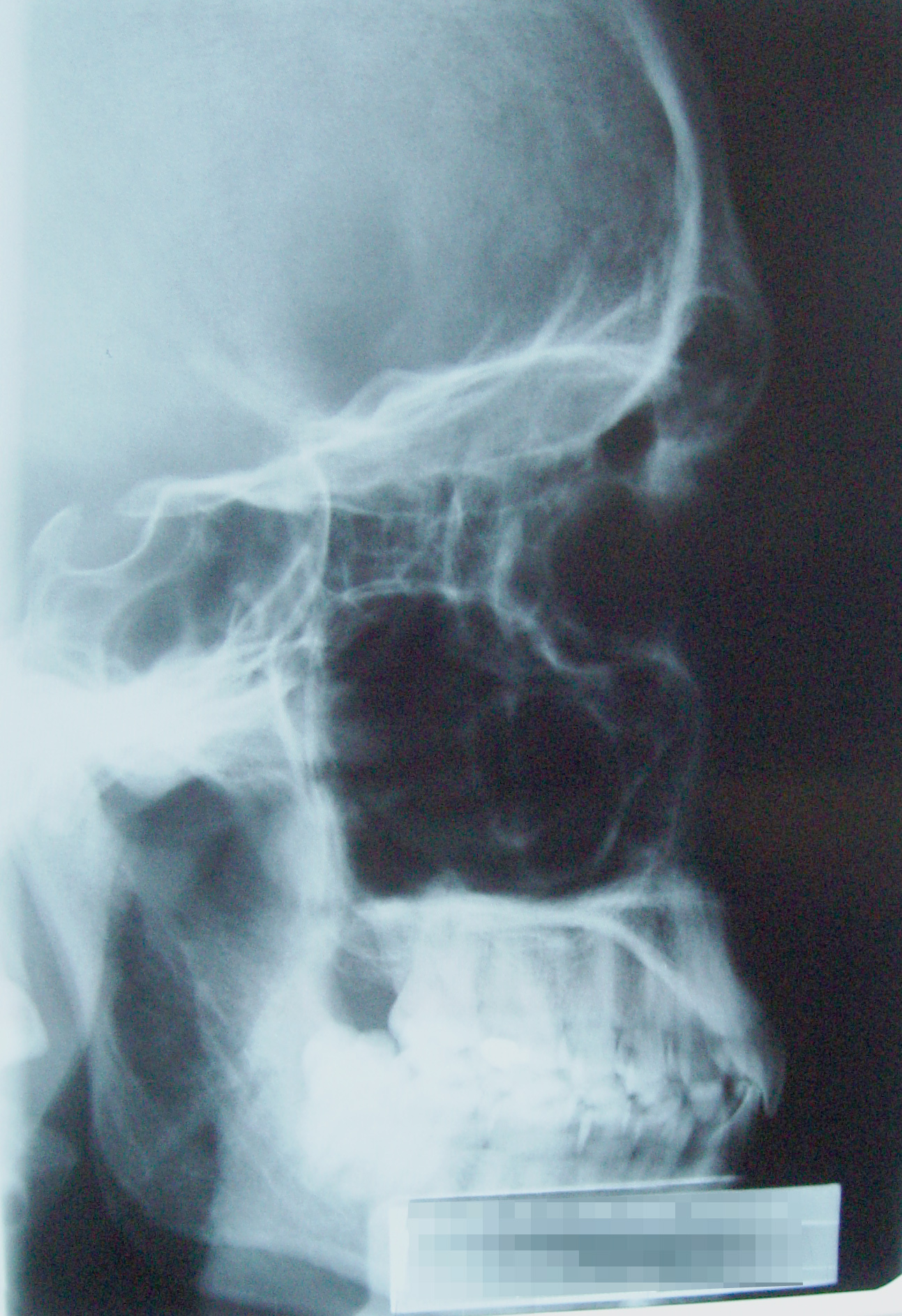
一位男性頭骨X光影像
頭部磁振造影掃描
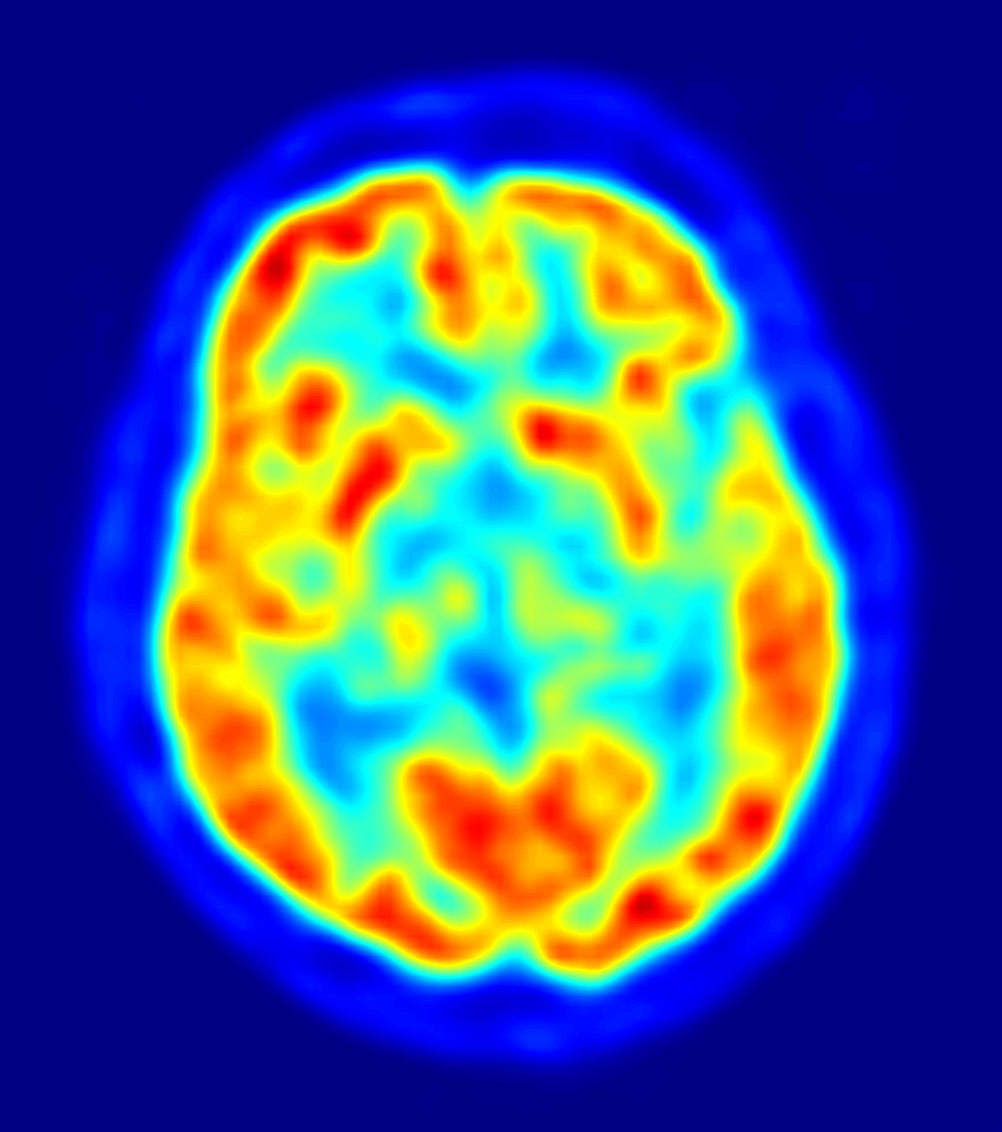
正電子掃描

### 核子材料學
核子材料學專注於兩個主要領域：核燃料與具天然放射性或可受激成具放射性的材料。燃料方面是改進反應爐內部核燃料的使用；材料方面則是改善反應爐與粒子加速器材料結構屏蔽、輻射工作人員防護措施等。

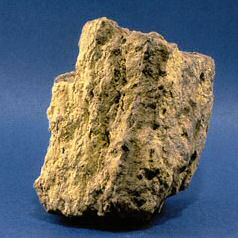
瀝青鈾礦，核燃料的主要原料
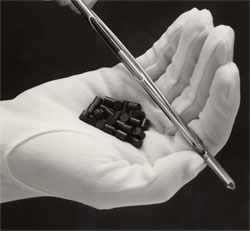
核燃料丸
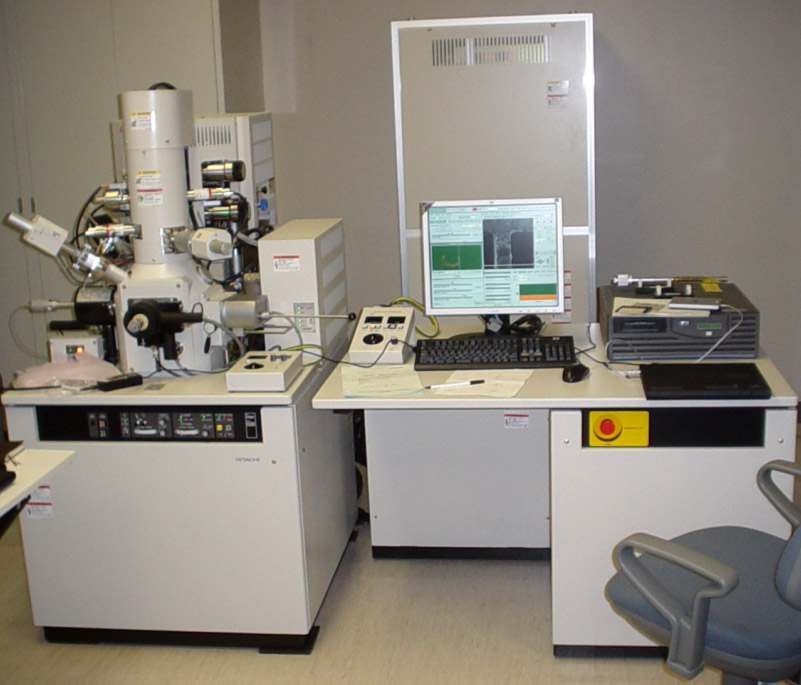
一台集束離子束機器

### 輻射度量與劑量學
核工程學家與放射科學家專注於輻射偵測系統與游離輻射測量上，並用以改善核造影技術。研究包含偵測系統設計、輻射分析、輻射安全與屏蔽、輻射量度與核輻射造影系統等。

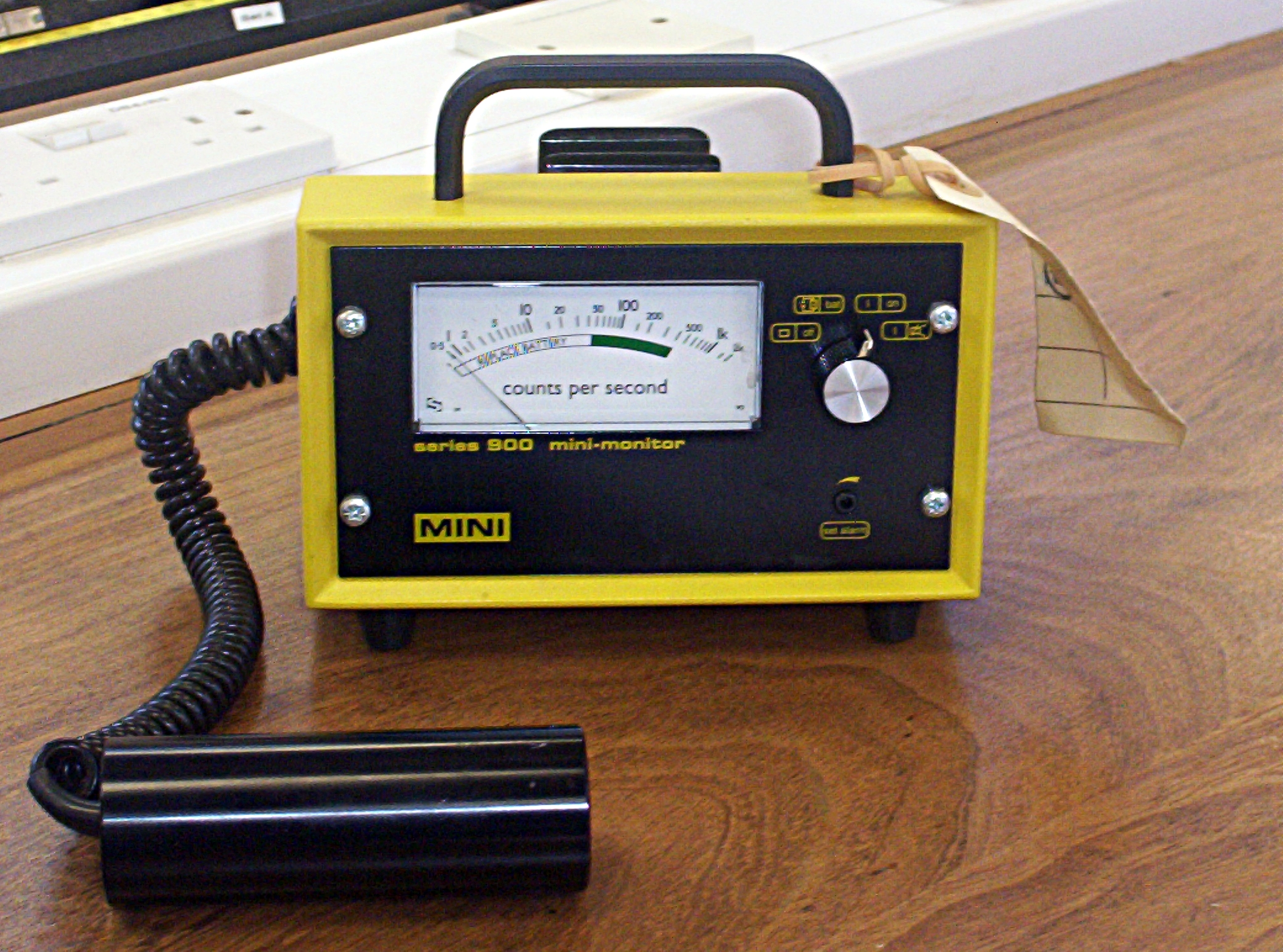
現代蓋革計數器
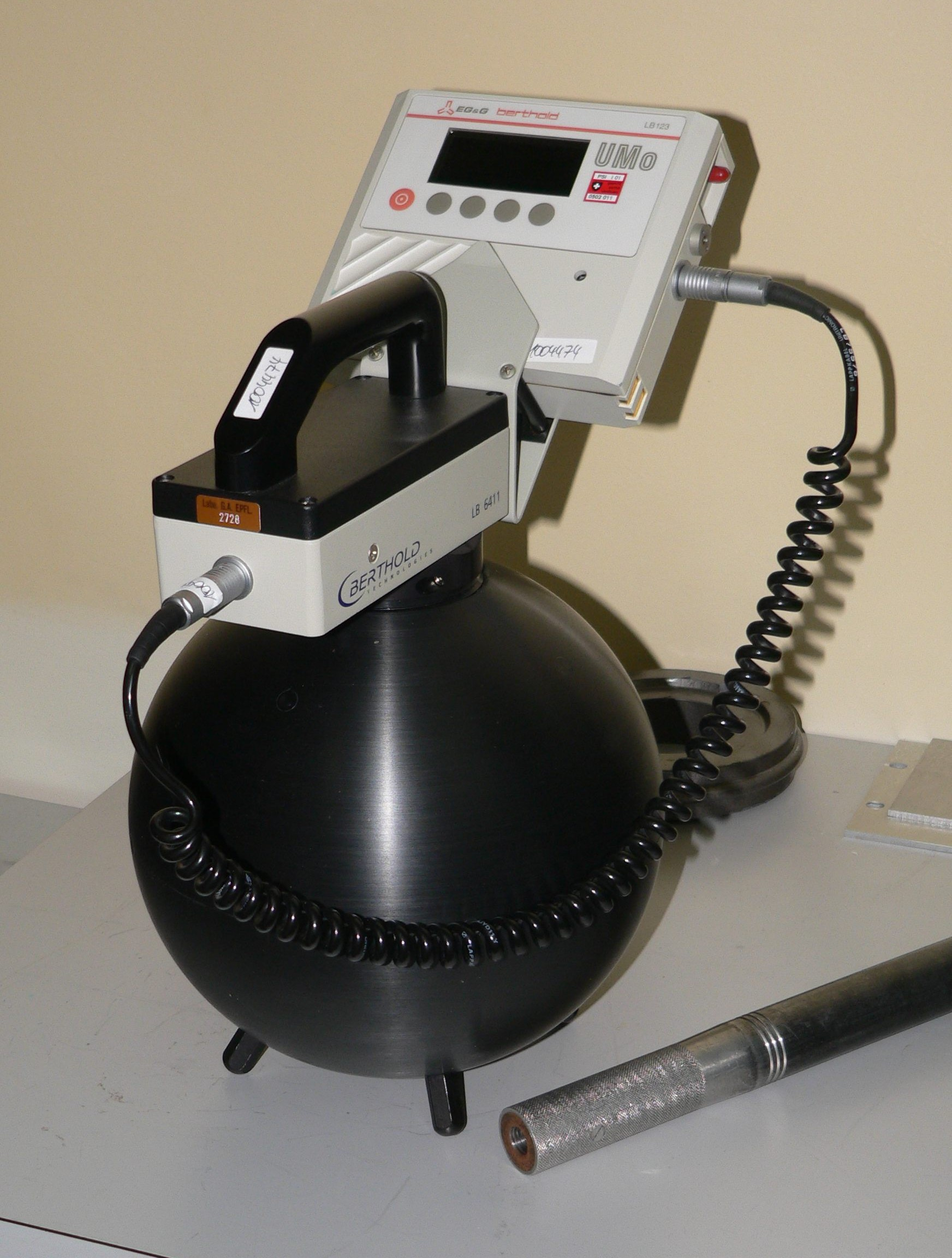
中子偵檢器
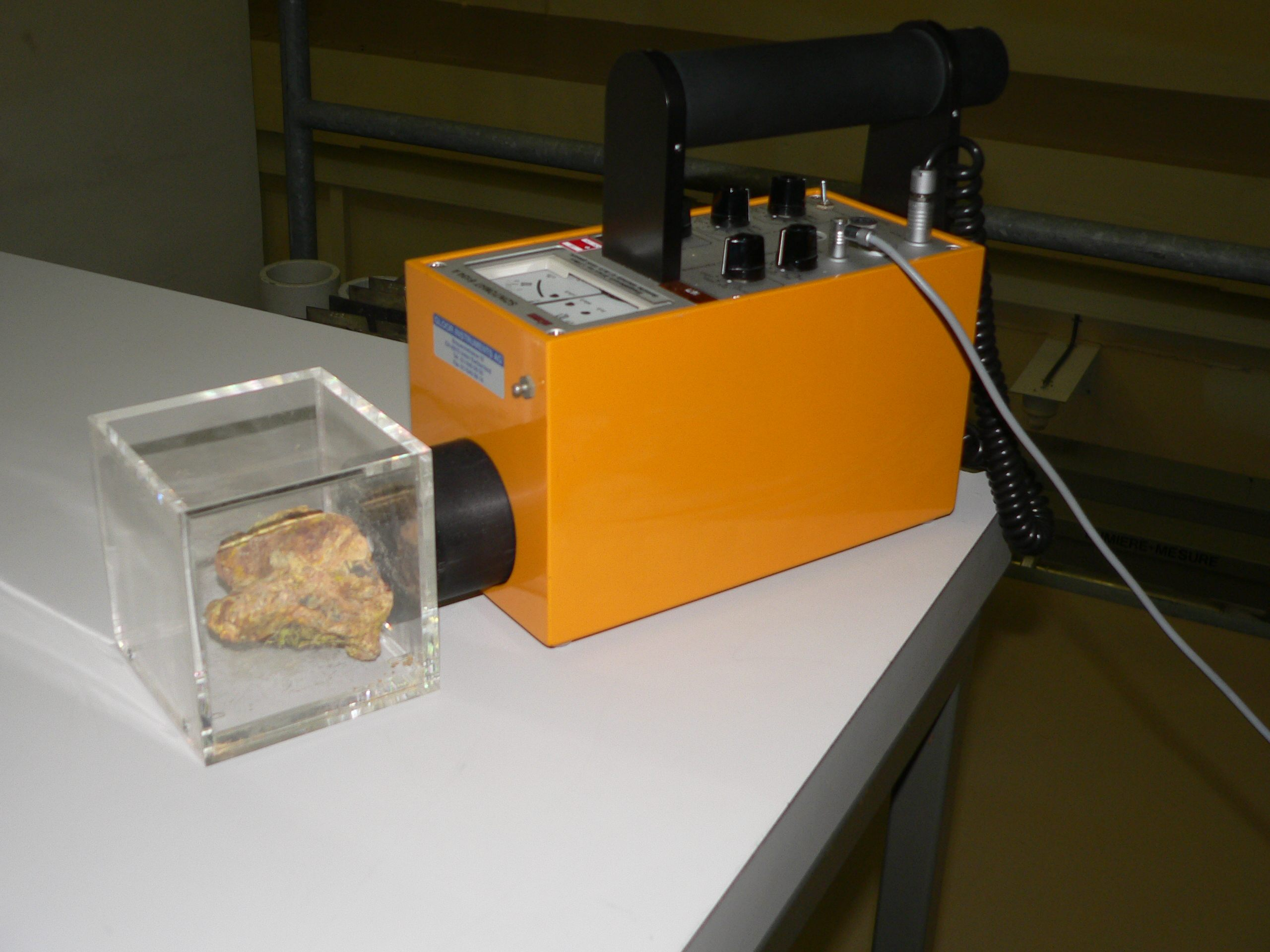
核子檢光器對著瀝青鈾礦測量

### 農業
核子工程在農業上的應用包含加速變種(即給植物照大量輻射強迫其發生突變，再留下好的突變使之產生更多後代)，追踪肥料(即在肥料裡滲一些放射性同位素，像氮-15，然後就可以依偵測到的輻射量追踪肥料的去向)和害蟲控制(即利用輻射使一些蟲不具有生殖能力，再野放這些蟲使之和外面的蟲交配，以減少蟲的數量)。

### 其他
在工業上會利用放射性同位素偵測混和程度、流速、外洩、磨損或是腐蝕狀況。比方說，在甲物質中滲一些放射性同位素，再和乙物質混和，然後偵測混和物的放射性分布即可得知甲物質和乙物質的混和狀況。這樣的測試只使用少量短半衰期的放射性同位素，對環境的影響微乎其微。此外，煙霧偵測火災警報器使用鎇-241偵測煙霧，不沾鍋在製作程中使用輻射改變分子結構，鈷-60產生的伽馬射線常用於消毒，食物在經過鈷-60和銫-137的伽馬射線照射之後可以保存比較久。

## 相關組織
- 國際原子能總署

## 延伸閱讀
- Gowing, Margaret. Britain and Atomic Energy, 1939-1945 (1964).
- Gowing, Margaret, and Lorna Arnold. Independence and Deterrence: Britain and Atomic Energy, Vol. I: Policy Making, 1945-52; Vol. II: Policy Execution, 1945-52 (London, 1974)
- Johnston, Sean F. "Creating a Canadian Profession: The Nuclear Engineer, 1940-68," Canadian Journal of History, Winter 2009, Vol. 44 Issue 3, pp 435-466
- Johnston, Sean F. "Implanting a discipline: the academic trajectory of nuclear engineering in the USA and UK," Minerva, 47 (2009), pp. 51–73

## 外部連結
- （英文）Nuclear Safety Info Resources （页面存档备份，存于）
- （英文）Wikibooks （页面存档备份，存于）
- （英文）Science and Technology of Nuclear Installation Open-Access Journal （页面存档备份，存于）
- （英文）Nuclear Engineering International magazine （页面存档备份，存于）
- （英文）Nuclear Science and Engineering technical journal （页面存档备份，存于）
- （英文）Electric Generation from Commercial Nuclear Power （页面存档备份，存于）
- （英文）Hacettepe University Department of Nuclear Engineering （页面存档备份，存于）